# Witold Tkaczyk
Witold Tkaczyk (ur. 1 lipca 1962 w Poznaniu) – polski wydawca, krytyk oraz scenarzysta i rysownik komiksowy, juror Międzynarodowego Festiwalu Komiksu w Łodzi. Z wykształcenia architekt i historyk sztuki. Mieszka pod Poznaniem.

## Życiorys
Od 1991 do 1993 wydawał biuletyn Comics News Service from Poland – informator angielskojęzyczny o rynku komiksowym w Polsce (ukazało się osiem numerów).
W 1993 r. założył i redagował wspólnie z Łukaszem Zandeckim magazyn komiksów AQQ. Pismo miało swoją premierę podczas Międzynarodowym Festiwalu Komiksu w Łodzi i zrzeszyło od początku swojego istnienia czołówkę Polskich twórców komiksowych (m.in. Grzegorz Rosiński, Tadeusz Baranowski, Piotr Drzewiecki, Przemysław Truściński, Tomasz Piorunowski, Agnieszka Papis, Krzysztof Ostrowski, Jakub Rebelka, Benedykt Szneider, Krzysztof "Prosiak" Owedyk, Robert Adler, Sławomir Zajączkowski, Jerzy Ozga, Sławomir Kiełbus, duety Krzysztof Gawronkiewicz i Dennis Wojda oraz Tomasz Lew Leśniak i Rafał Skarżycki) oraz krytyków (m.in. Kamil Śmiałkowski, Jerzy Szyłak, Krzysztof Skrzypczyk, Tomasz Marciniak, Wojciech Birek). Do składu redakcji AQQ dołączyli Radek Lipowy, Tomasz Nowak i Jacek Pniewski.
AQQ"wydawane było początkowo w formacie A5 ale w 1995 r. zwiększyło swój format do A4. Magazyn był zawsze czarno-biały, czasami z kolorowym dodatkiem Komixorama i kolorowymi plakatami w formacie A2. Dystrybucja odbywała się drogą pocztową a w późniejszej fazie w sieci salonów EMPiK. Oficjalnym wydawcą była oficyna wydawnicza Zin Zin Press, założona przez Tkaczyka w 1997 r. Ostatni numer AQQ (#31) ukazał się 20 marca 2004 r.
W 2010 r. otrzymał Odznakę Honorową Zasłużony dla Kultury Polskiej za "skuteczną działalność animacyjno-promocyjną komiksu w przestrzeni szeroko rozumianej polskiej kultury współczesnej".

## Zin Zin Press
Oficyna wydawnicza Zin Zin Press powstała początkowo z myślą o wydawaniu magazynu komiksów AQQ ale przestawiła się po upadku magazynu na wydawanie albumów komiksowych. Na początku wydawano albumy młodego pokolenia twórców (Jakub Rebelka, Benedykt Szneider, Filip Myszkowski) ale znakiem rozpoznawczym wydawnictwa stały się komiksy o najnowszej historii Polski. Komiksy te dotykały tematy takie jak: Solidarność, zabójstwo Jerzego Popiełuszko, Poznański Czerwiec, Pacyfikacja kopalni Wujek i Powstanie wielkopolskie. Czasami Tkaczyk jest wymieniany jako współautor scenariuszy. Wydawane są też komiksy zagraniczne, np. Anna chce skoczyć (Lucie Lomová) i trylogia Alois Nebel (Jaroslav Rudiśa i Jaromir 99).
Pierwszym komercyjnym sukcesem wydawnictwa był album Achtung Zelig! Druga wojna (Krzysztof Gawronkiewicz i Krystian Rosenberg) wydany wspólnie z wyd. Kultura Gniewu w 2004 r. – pierwszy nakład rozszedł się błyskawicznie.

## Albumy wydane przez Zin Zin Press
- Pierwsi w boju. Obrona Poczty Polskiej w Gdańsku (2010)
- Faustyna. Krótka historia małej dziewczynki, która została wielka świętą (2010)
- Piątka (2010)
- 1940 Katyń - Zbrodnia na nieludzkiej ziemi (2010)
- Pielgrzymka do Polski 1979 (2009)
- Anna chce skoczyć (2008)
- Alois Nebel #3: Złote Góry (2008)
- Powstanie Wielkopolskie. Mieszkańcy Swarzędza w zwycięskim zrywie niepodległościowym 1918–1919 (2008)
- Alois Nebel #2: Dworzec Główny (2007)
- Cena wolności (II wydanie - Mały Gość Niedzielny) (2007)
- Alois Nebel #1: Biały Potok (2007)
- 1981: Kopalnia Wujek (2006)
- 1956: Poznański Czerwiec (2006)
- Likwidator Autozdrada (2006)
- Cena wolności (2005)
- Solidarność - 25 lat: Nadzieja zwykłych ludzi (2005)
- Likwidator & Zielona Gwardia (2005)
- Eryk - ostatni Szrama 2 (2004)
- 3 przygody Sherlocka Bombla (2004)
- Achtung Zelig! Druga wojna (I wydanie) (2004)
- Diefenbach (2002)
- Doktor Bryan #1: Doktor Bryan (2002)